# MV Rachel Corrie
MV Rachel Corrie er et motorskib (coaster), der drives af Free Gaza Movement og bruges til humanitære opdrag. Skibet er opkaldt efter Rachel Corrie, der blev dræbt af en israelsk pansret bulldozer i 2003, da hun forsøgte at beskytte et palæstinensisk hjem fra ulovlig nedrivning. Skibet blev bygget af J.J. Sietas i Hamborg i 1967, og har haft navnene Carsten, Norasia Attika, Manya og Linda. Skibet er registreret i Phnom Penh i Cambodja siden 2005 og blev købt på auktion af Free Gaza Movement i 2010, efter at skibet og besætningen var blevet efterladt af de tidligere ejere, der gik konkurs.
31. maj 2010 sejlede Rachel Corrie med kurs for den belejrede Gaza-striben for at levere forsyninger. Trods gentagne opfordringer fra irske regering og andre, om at skibet måtte komme frem, blev skibet bordet af Israel i internationalt farvand 5. juni.